# Bhawana
Bhawana (en ourdou : بھوانہ) est une ville de la province du Pendjab, au Pakistan. C'est la capitale du tehsil de Bhawana.
La population de la ville a été multipliée par plus de trois entre 1981 et 2017 selon les recensements officiels, passant de 9 043 habitants à 34 077. Entre 1998 et 2017, la croissance annuelle moyenne s'affiche à 4,8 %, bien supérieure à la moyenne nationale de 2,4 %. Selon le recensement de 2023, la population de la ville monte à 39 270 habitants.
La ville est essentiellement peuplée de Pendjabis puisque près de 98 % des habitants parlent le pendjabi.
Essentiellement musulmane, la ville inclut une petite minorité chrétienne, comptant environ 100 fidèles.
Le taux d'alphabétisation de la ville s'élève à 57 % en 2023 (contre une moyenne nationale de 61 %), dont 64 % pour les hommes et 49 % pour les femmes.
|            | 1981 (rec.) | 1998 (rec.) | 2017 (rec.) | 2023 (rec.) |
| ---------- | ----------- | ----------- | ----------- | ----------- |
| Population | 9 043       | 13 997      | 34 077      | 39 270      |